# Bony Dashaco
 (octobre 2024).
Bony Dashaco, né Boniface Abayo Dashaco le 1er décembre 1976 à Buéa est un homme d'affaires camerounais, président du groupe de médias African Center for Marketing, Advertising and Research (ACMAR).
En 2014, il a été nommé « Leader africain de demain » par l'Institut Choiseul de politique internationale et de géoéconomie en tant que personne de moins de 40 ans ayant eu un impact sur la société,. En octobre 2016, l'Institut Choiseul l'a classé 36e sur la liste des 100 meilleurs managers africains de moins de 40 ans.

## Carrière

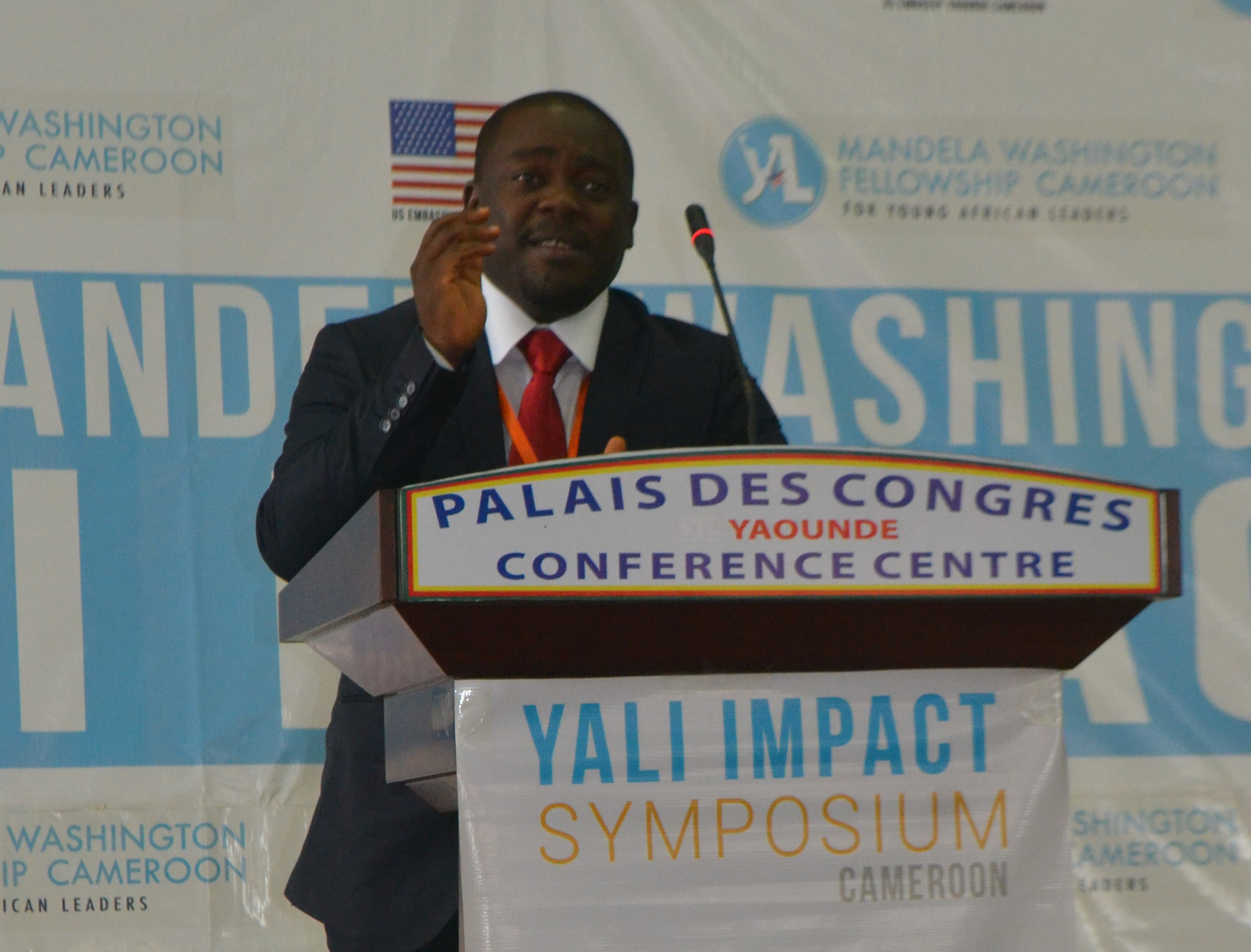
Bony Dashaco s'exprimant lors du YALI Impact Symposium en 2018.

Dashaco est le président et fondateur de Médiafrique, une filiale d'ACMAR International. L'entreprise de médias est présélectionnée dans 22 pays africains et a créé plus de 1 000 emplois directs. Dashcode a été nommé dans le classement 2016 des 50 jeunes camerounais les plus influents par le Centre pour le développement de l'entrepreneuriat, du leadership et de la gestion d'entreprise (CELBMD) Afrique. En 2016, il a été interviewé par France News Network Africa 24 avec un focus spécial sur l'Afrique pour souligner le développement des médias en Afrique, ainsi que ses problèmes et solutions.
En mars 2016, l'ambassade des États-Unis au Cameroun a visité le groupe ACMAR à Douala et a eu un entretien avec le président du groupe basé sur la politique étrangère américaine au Cameroun.
Bony Dashaco a été nommé dans la liste des 100 futurs leaders économiques de l'Afrique de l'Institut Choiseul pour la politique internationale et la géoéconomie.
En 2021, il a lancé trois chaînes de télévision : Dash TV, Dash Info et Dash Sports & Entertainment,.